# Линотип

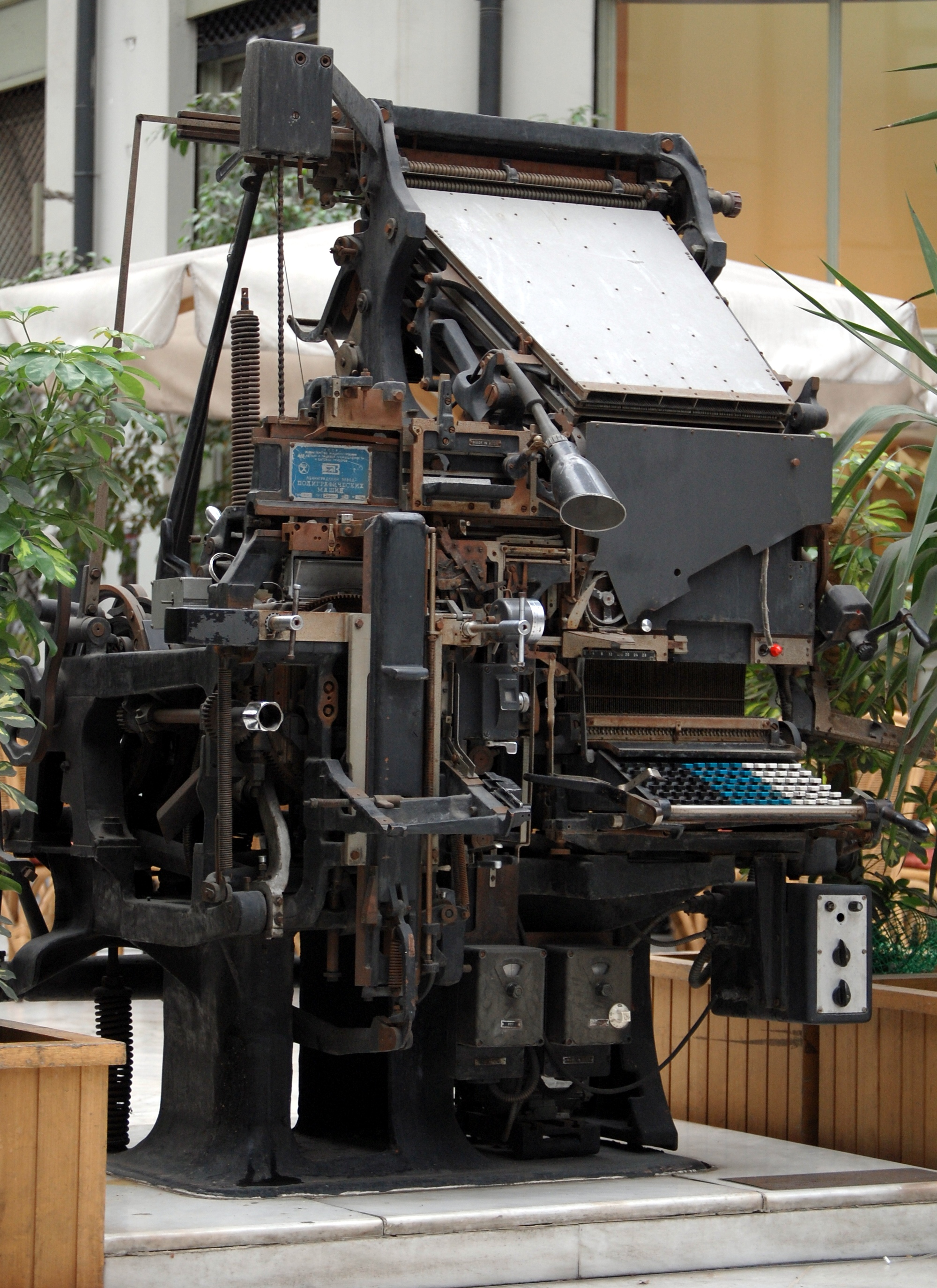
Линотип производства Ленинградского завода полиграфических машин (1974)

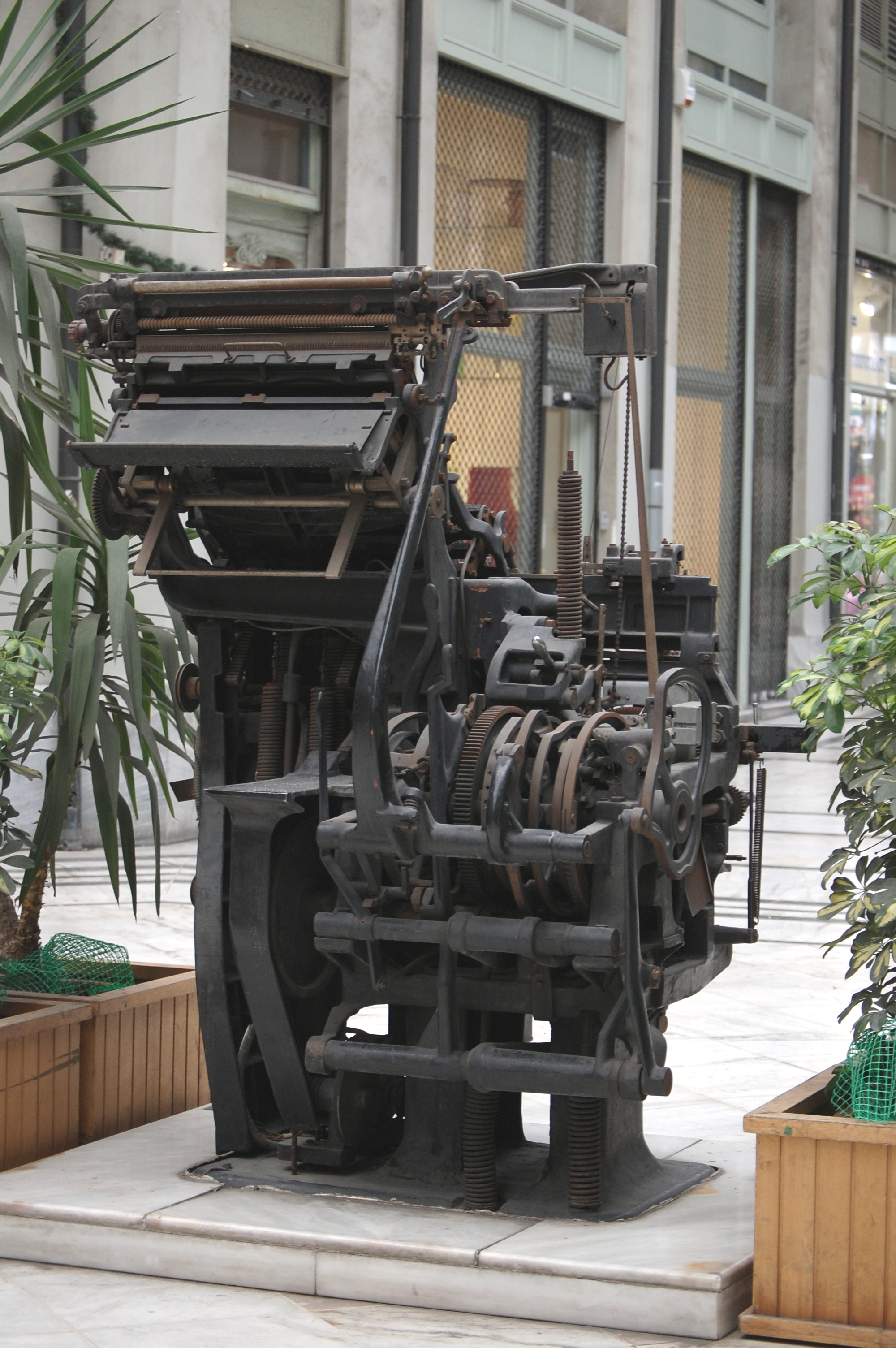
Тот же линотип, вид сзади

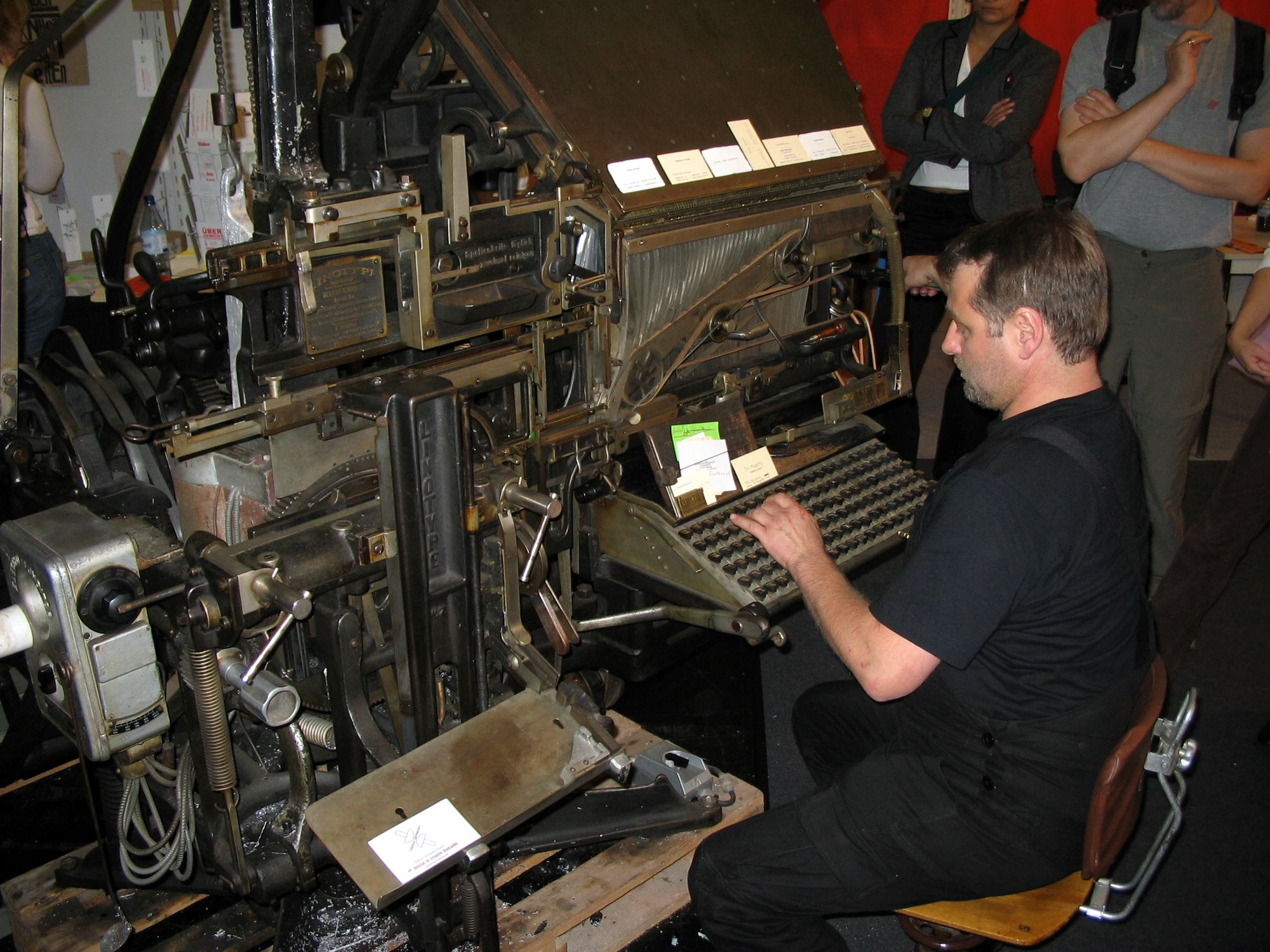
Линотип на франкфуртской книжной ярмарке (2005 год)

Линоти́п (от лат. linea — «линия» и греч. τύπος — «отпечаток») — наборная машина для отливки из гарта целых строк текста. Изобретён в США Отмаром Мергенталером; первая модель, названная им «Попытка», была построена в 1884 году, а усовершенствованная строкоотливная машина с автоматической выключкой строк клиньями — в 1885 году. Линотип широко использовался в полиграфии до появления технологии фотонабора и компьютерной вёрстки. Строки текста, отлитые на линотипе, формируют макет страницы для последующей печати методами высокой или глубокой печати на тигельных и ротационных машинах.

## История

### Предпосылки и изобретение
Идея автоматизации наборного процесса витала в воздухе задолго до Мергенталера. Техническая мысль, побуждаемая ростом спроса на типографскую продукцию, шла к изобретению наборных машин различными путями, но попытки осуществить замену ручного набора машинным оканчивались неудачей. В полиграфии господствовало мнение, что эта задача неразрешима.
В августе 1876 года Чарльз Мур из Западной Виргинии (США) заявил об изобретении особой пишущей машины для применения её в полиграфическом деле. Идея изобретения принадлежала не одному Муру, а группе изобретателей, которую возглавлял Джеймс О. Клефан. Машина Мура, по мысли её изобретателя, должна была заменить ручной набор машинописью. Проект этой машины был передан в мастерские Галя, где работал Оттмар Мергенталер. Он заинтересовался машиной Мура и изъявил согласие работать над её постройкой и усовершенствованием.
После беспрезультных опытов Клефан предложил Мергенталеру перейти к типографскому способу — стереотипии. Мергенталер, которому была передана разработка этого способа, заявил Клефану, что его идея неосуществима и предложил разработать штемпельную машину. Его предложение не нашло поддержки, и он самостоятельно занялся проектировкой такой машины, которая могла бы автоматически изготовлять стереотипные матрицы из папье-маше или из пунсонов. В конце 1878 года такая машина была построена. Она давала продукцию в виде матриц (подобие обыкновенной стереотипной матрицы).
В 1884 году Мергенталер задался целью создать такую машину, которая выбивала бы отдельные буквы на ленточке или выдавливала бы их на матрице. Тогда Клефан, заинтересованный этим новым проектом, снова вошел в сношения с Мергенталером. Клефан познакомил Мергенталера с популярным в буржуазных кругах адвокатом Л. Г. Хине, который обязался найти деньги. В 1884 году была построена первая строкоотливная машина Мергенталера, названная им «Попытка» (англ. Blower Linotype). Она ещё не была закончена, так как строки на этой машине выключались не автоматически, а рукой наборщика. В 1885 году Мергенталер построил вторую строкоотливную машину, которая работала уже с автоматической выключкой строк клиньями. Летом 1885 года усовершенствованная машина была построена и послужила первой моделью для производства линотипов. Первая машина из этой партии была поставлена в июле 1886 года в типографию «Нью-Йорк Трибуна» (англ. New York Tribune).

### Распространение и эволюция моделей
К 1895 году производство линотипов началось и в Германии. К началу 1930-х годов во всем мире работало более 70 тысяч линотипов, из них в Америке около 40 тыс., в Германии около 9 тыс., в Швейцарии с населением 3 950 тыс. жителей — более 1200 машин, в том числе около 800 линотипов.
Линотипы первого выпуска работали с однобуквенными матрицами. Для того чтобы выделить слово курсивом или каким-либо другим выделительным шрифтом, приходилось матрицы другого шрифта добавлять от руки. Позднее появились линотипы с двухбуквенными матрицами.
Основные этапы эволюции моделей (по данным на начало 1930-х годов):
- 1900 г.: Модель «Симплекс».
- 1901 г.: Двухмагазинная машина (модель № 4).
- 1909 г.: Двухмагазинная машина «Идеал» (модель № 5).
- 1912 г.: Трёхмагазинная машина (модель № 8).
- 1912 г.: Одномагазинная машина с вынимающимся магазином.
- 1914 г.: Четырёхмагазинная машина (модель № 10).
- 1914–1924 гг.: Модели с титульными шрифтами (модель № 11), двухмагазинные с двумя боковыми магазинами (модель № 12).
- 1925 г.: «Мультимагазин Идеал» (модель № 13) с расширенными магазинами (124 канала).
- 1925–1927 гг.: «Мультимагазин Идеал» (модель № 4а) с одно-, двух- и трёхмагазинами.

### Автоматизация управления линотипом
Стремление к автоматизации наборных процессов проявилось ещё до широкого распространения электронно-вычислительных машин. Хотя первые попытки автоматического набора текста с помощью программ на перфорированной бумажной ленте, как, например, автомат-наборщик П.П. Княгининского (патент 1867 года), не были напрямую связаны с линотипом, они демонстрировали общую тенденцию.
Первые шаги к автоматизации управления непосредственно линотипом были предприняты в начале XX века. В 1906 году в Германии О. Вольтерс получил патент на систему управления линотипом с помощью программы, записанной на перфоленте. Это стало одной из первых попыток автоматизировать набор простых текстов.
Практическая реализация этой идеи для передачи текстов газет в филиалы с последующим автоматическим набором строк впервые произошла в США в 1928 году. Подобные системы, позже получившие название «телетайпсеттер» (от греч. «далеко», англ. «шрифт, наборщик»), к середине 1950-х годов использовались в США, Англии, Германии и Италии.
Дальнейшее развитие автоматизации включало:
- В 1954 году на международной выставке полиграфического оборудования Drupa 54 в Дюссельдорфе фирма «Мергенталер Линотайп» продемонстрировала систему автоматического набора «Лино-Квик» (Lino-Quick) с управлением от перфоленты[10].
- Несколько позже, в 1959 году, в США был создан бесклавиатурный, автоматически управляемый линотип «Монарх» (Monarch)[10].
- В Советском Союзе первый отечественный наборный строкоотливной автомат Н-10 был выпущен Ленинградским заводом полиграфических машин в 1959 году. Этот автомат управлялся шестидорожечной бумажной перфолентой, на которой текст был закодирован и уже разделен на строки (полнокодовая перфолента)[10].

Эти автоматизированные системы на базе линотипа стали важным этапом перед массовым внедрением фотонаборных автоматов в конце 1950-х — начале 1960-х годов.

### Особенности эксплуатации в регионах
Несмотря на широкое распространение линотипов, в некоторых регионах, особенно с менее развитой инфраструктурой, их внедрение и эксплуатация сталкивались с трудностями. Так, в 1950-1960-е годы в отдельных районных типографиях на севере Западной Сибири (СССР), например, в Кондинской, Шурышкарской и Ямальской, линотипы отсутствовали, и набор текстов продолжал осуществляться вручную. Даже там, где линотипы были установлены, например, в Ханты-Мансийской окружной типографии в 1950-х годах, их работа могла прерываться из-за нестабильного электроснабжения. По воспоминаниям ветерана типографии В. А. Ходырева, при отключении электричества линотиписты переходили на ручной набор, чтобы обеспечить своевременный выпуск газеты. Появление стабильного электроснабжения было ключевым фактором для перехода от ручного к машинному набору в таких регионах.

## Устройство и действие
Конструктивно линотип состоит из клавиатуры, магазина с комплектом линотипных матриц, верстатки (собирателя), в которой формируется строка, и отливного аппарата.
Наборщик с помощью клавиатуры набирает строки текста. Строки формируются из отдельных металлических буквенных матриц (с углублённым изображением символов) и шпационных клиньев, позволяющих регулировать ширину межсловных пробелов. При нажатии на клавишу соответствующая матрица или шпационный клин освобождается из магазина и под собственной тяжестью падает на ленту транспортёра, которая доставляет их в верстатку. После набора строки шпационные клинья автоматически поднимаются, распирая матрицы и обеспечивая выключку строки по формату.
Набранная из матриц строка служит формой для отливки целой строки из гарта. После нажатия наборщиком рычага строка автоматически перемещается в отливной аппарат. Расплавленный гарт из котла (температура около +275 °C) впрыскивается в форму. Отлитая строка обрезается по кеглю и выталкивается на специальный столик — гранку, где строки собираются в последовательности набора. Использованные матрицы и клинья автоматически возвращаются в магазин по системе распределительных планок и зубцов на матрицах, что позволяет использовать их многократно.

### Линотипный металл (Гарт)
Для отливки строк в линотипе используется специальный типографский сплав — гарт. Основными компонентами гарта являются свинец, сурьма и олово. Соотношение компонентов может варьироваться, но типичный состав для линотипного гарта в 1930-х годах включал: свинец — 84%, сурьма — 11%, олово — 5%. Сурьма придает сплаву твердость и устойчивость к износу, а также способствует более четкой отливке мелких деталей букв. Олово улучшает текучесть сплава и его способность заполнять форму.
Качество гарта имеет решающее значение для получения качественных отливок. Загрязнение металла, неправильная температура плавления или нарушение состава могут привести к различным дефектам строк: пористости, нечеткости изображения, заусенцам. При работе с гартом образуется изгарь (оксиды металла), которую необходимо регулярно удалять. Также требовалась периодическая корректировка состава сплава, так как при многократном переплаве соотношение компонентов может меняться.

## Профессия линотиписта
Работа на линотипе требовала высокой квалификации и была сопряжена с определёнными условиями труда и профессиональными рисками.

### Навыки и обучение
Большинство опытных линотипистов осуществляли набор текста «вслепую», то есть всеми пальцами, не глядя на клавиатуру, что свидетельствовало о высокой квалификации и способствовало большой производительности труда.
В СССР в 1930-е годы подготовка линотипистов велась на специализированных курсах. Например, курс обучения длился восемь месяцев, занятия проводились четыре дня в пятидневку. Программа включала как теоретические, так и практические занятия. В первые три месяца ученикам-линотипистам преподавалась теория и практика ручного наборного дела, а сверх того путем устройства производственных бесед, экскурсий в цеха и чтения производственной литературы они приобретали теоретическое и наглядное представление о полиграфическом производстве. В течение следующих пяти месяцев ежедневно часть времени уделялась изучению конструкции машины и управления ею, освоению слепой клавиатуры (так называемая «мертвая» клавиатура). В качестве учебных пособий использовались специальные руководства, в том числе переведенные на русский язык инструкции от производителей машин, таких как завод Мергенталера в Берлине.

Раскладка русской клавиатуры линотипа
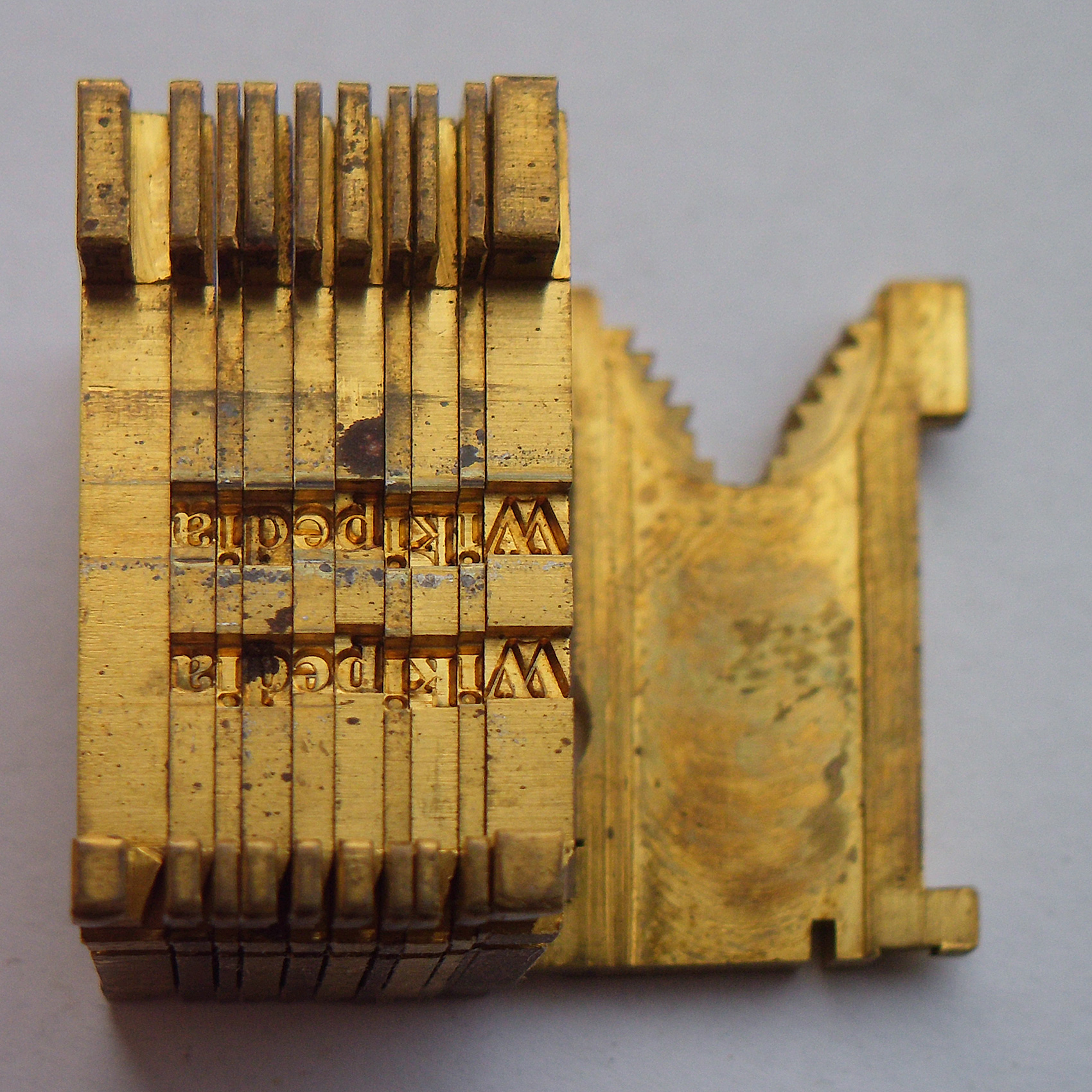
Линотипные матрицы и клинья в составе набранной строки
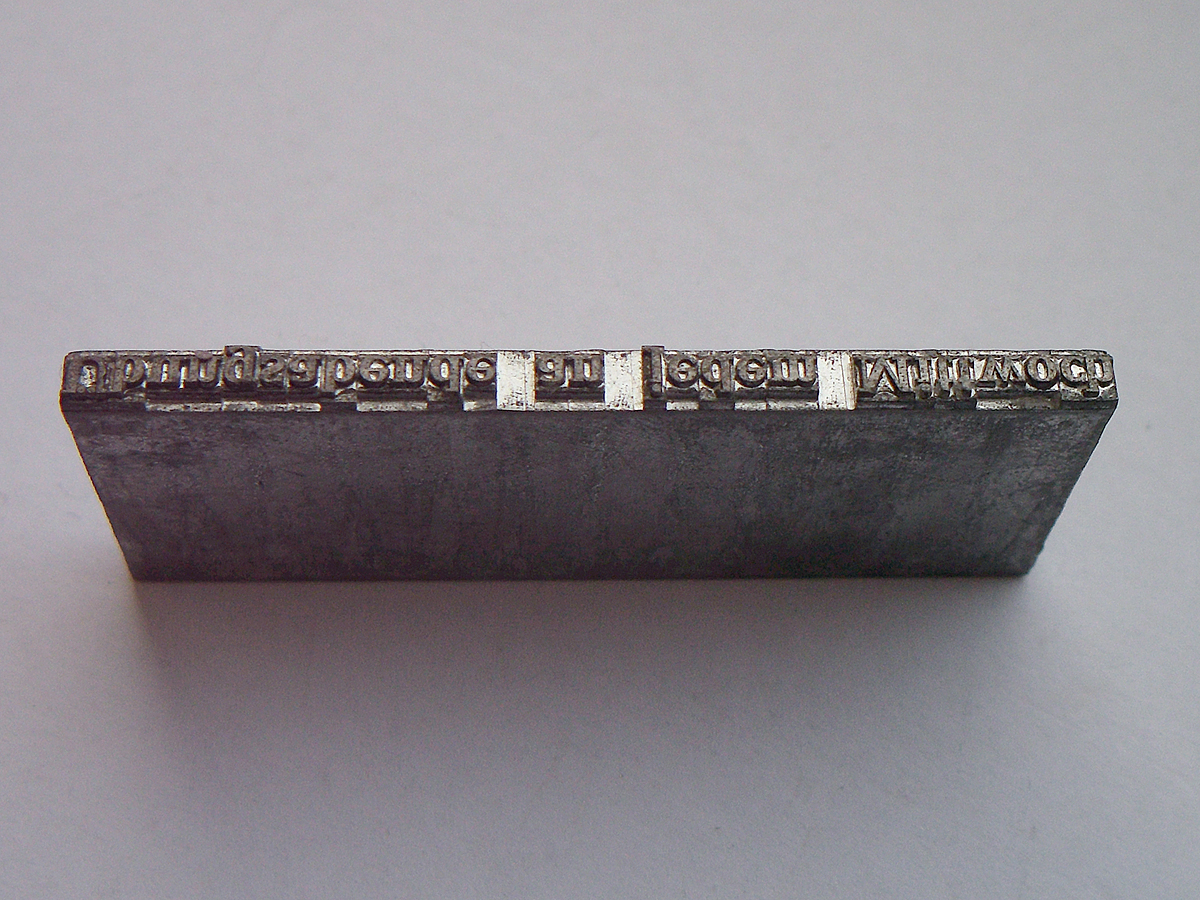
Отлитая линотипная строка

### Условия труда и профессиональные риски
Основная операция — набор текста — занимала 84,7–87,4% рабочего времени линотиписта. Работа была связана со значительной зрительной нагрузкой: постоянная фиксация взгляда на тексте оригинала, контроль набранных матриц на верстатке, необходимость переадаптации глаз из-за неравномерности освещения рабочего места. Для освещения рабочих мест использовались люминесцентные светильники и местное освещение.
Отрицательной стороной профессии являлся постоянный контакт с пылью и аэрозолями свинца, содержащимися в типографском сплаве. Вследствие этого, по данным на начало 1970-х годов в СССР, пенсионный возраст для линотипистов был сокращён на 5 лет. Работники проходили ежегодные медицинские осмотры, включавшие исследования на «свинцовое носительство». Концентрация свинцовой пыли в воздухе рабочих помещений контролировалась и, согласно исследованиям того времени, обычно не превышала предельно допустимых концентраций (ПДК 0,01 мг/м³).

### Возрастные особенности работоспособности
Исследования, проведённые в начале 1970-х годов, показывали, что с возрастом у линотипистов формировался стойкий рабочий динамический стереотип, однако это сопровождалось большим напряжением физиологических систем и замедлением восстановительных процессов.
Наблюдалось снижение почасовой производительности труда у старших возрастных групп, особенно во второй половине рабочего дня. Если у молодых наборщиков производительность после обеденного перерыва повышалась, то у старших — снижалась. Устойчивость ясного видения также снижалась с возрастом и в течение рабочего дня: к концу смены зрительная работоспособность падала на 21,1 % у молодых и на 31,4 % у наборщиков старших возрастов.
Эти факторы приводили к тому, что профессия линотиписта относилась к группе профессий, характеризующихся ранним профессиональным старением.
В связи с этим некоторые линотиписты старших возрастов переходили со сдельной на повременную оплату труда, несмотря на снижение заработка, чтобы уменьшить нагрузку. Также наблюдались случаи перехода на другие виды деятельности в пределах цеха — нормировщиками или механиками по ремонту линотипов.